# Eparquía de Volodímir-Brest (católica)
La eparquía de Volodímir-Brest o de Vladímir-Brest (en latín: Eparchia Vladimirensis-Brestensis, en ucraniano: Володимирська і Берестейська єпархія, en bielorruso: Уладзімірская і Берасцейская епархія y en polaco: Diecezja włodzimiersko-brzeska) fue una circunscripción eclesiástica de la Iglesia católica en Bielorrusia, Polonia y Ucrania. Se trataba de una eparquía rutena, sufragánea de la archieparquía de Pólotsk, Vítebsk y Mścisław. Fue suprimida en 1795 por el Imperio ruso y luego restaurada en 1798 como eparquía de Brest hasta que fue definitivamente suprimida el 25 de marzo de 1839.

## Territorio y organización

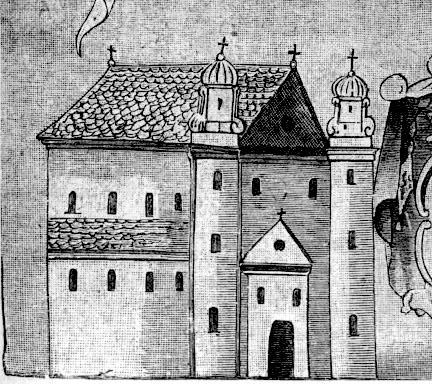
Catedral de San Nicolás, en Brest, con un diseño del

La eparquía extendía originalmente su jurisdicción sobre los fieles de rito bizantino greco-católicos residentes en parte de la República de las Dos Naciones, comprendiendo la parte suroeste de Volinia, la parte norte de Podlaquia y la parte occidental del voivodato de Brest. Estaba formada por dos territorios no contiguos, que estaban separados por el territorio de la eparquía de Chełm.

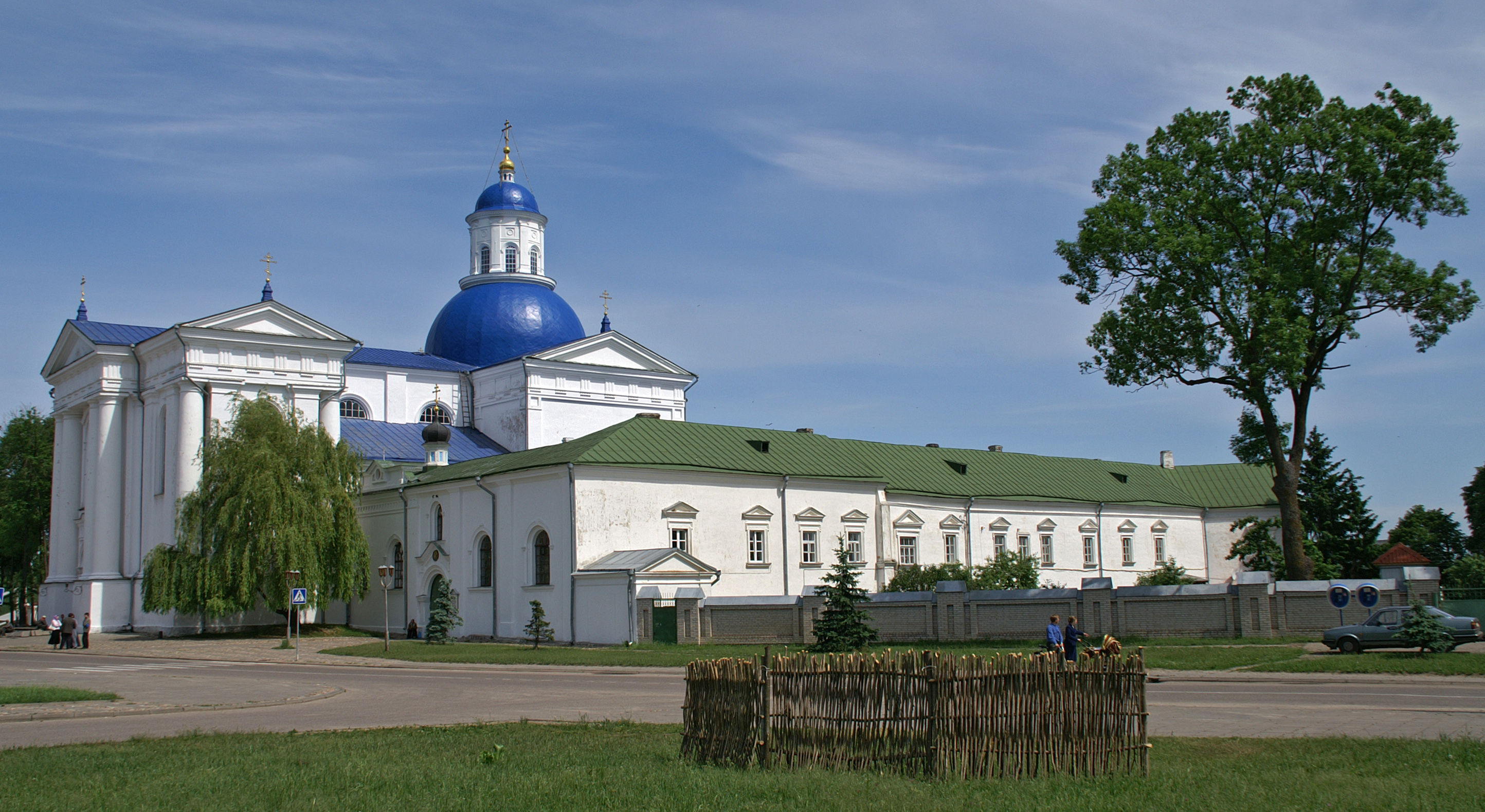
Monasterio basiliano de Žyrovici, sede del eparca y del seminario eparquial desde 1828

La sede de la eparquía se encontraba en la ciudad de Volodímir (también llamada Volodímir-Volinski y Vladímir-Volinski), en donde se halla la Catedral de la Dormición de María, que fue consagrada en 1160, destruida por los mongoles circa 1240. Luego reconstruida, pasó a la Iglesia greco-católica en 1595 y se incendió en 1683, quedando abandonada. Entre 1896 y 1900 fue reconstruida y desde 1996 es la catedral de la eparquía de Volodímir-Volinski y Kovel Iglesia ortodoxa ucraniana del patriarcado de Moscú. En Brest se encontraba la Catedral de San Nicolás, destruida durante el siglo XIX.

## Historia

### Eparquía ortodoxa
En 981 Volinia fue conquistada por Vladimiro I de la Rus de Kiev y la ciudad fue renombrada Volodímir (o Vladímir). La eparquía ortodoxa de Volinia con sede en Volodímir-Volinski probablemente se estableció en la segunda mitad del siglo XI, aunque algunos autores sitúan este hecho en 992. El primer obispo de Volodímir-Volinski conocido por su nombre fue Stefan, ordenado en 1086 cuando era abad del monasterio de las Cuevas de Kiev. La eparquía ortodoxa de Volodímir-Brest era la segunda en preeminencia del metropolitanato de Kiev y toda la Rus bajo el patriarcado de Constantinopla. 
Con la expansión del cristianismo en los territorios occidentales de la Rus de Kiev, en el siglo XIII fue reduciendo su territorio con la erección de las eparquías de Galitzia o Hálych (1147), Przemyśl (1219), Túrov (1223), Ugrá (1223, que luego se trasladó a Chełm o Jolm) y Lutsk (1235).
De 1302 a 1332 y de 1337 a 1347 la eparquía fue parte del metropolitanato de Hálych o Galitzia. Desde 1371 al metropolitanato de Lituania y desde 1399 nuevamente al metropolitanato de Kiev y toda la Rus.
Desde 1405 los obispos de Volodímir-Volinski llevaron el título de Volodímir y Brest.

### Eparquía greco-católica de Volodímir-Brest
La eparquía greco-católica de Volodímir-Brest tuvo su origen en la Unión de Brest (1595-1596), deseada por los metropolitanos de Kiev y por una parte de la jerarquía greco-ortodoxa de la actual Ucrania y de Bielorrusia. Entre los principales partidarios de la causa uniata se encontraba Adam Hipacy Pociej, obispo de Volodímir-Brest desde 1593, quien hizo una profesión formal de fe católica en Roma el 23 de diciembre de 1595, en presencia del papa Clemente VIII.
En agosto de 1620 el patriarca Teófanes III de Jerusalén de paso por Kiev y a petición del hetman cosaco Petro Konashevych-Sahaidachny consagró una nueva jerarquía ortodoxa en obediencia a Constantinopla y bajo protección cosaca, incluyendo a Józef Kurcewicz como obispo de Volodímir-Brest. El 15 de julio de 1621 el rey Segismundo III Vasa de Polonia prohibió al obispo ortodoxo que se le permitiera entrar en Volodímir-Volinski, por lo que durante algún tiempo residió en el monasterio de Derman Druha, hasta que en 1625 emigró a Moscú. En 1633 esta jerarquía fue reconocida por el rey Vladislao IV de Polonia, quedando establecida como jerarquía rival de la greco-católica, pero la eparquía ortodoxa no fue legalizada.
Con la tercera partición de Polonia (1795), el territorio de la eparquía se dividió entre tres estados. La parte suroeste de la eparquía (Nueva Prusia Oriental) fue sometida al Imperio austríaco, que la anexó a la eparquía de Chełm; con la parte noroeste sujeta a Prusia se erigió una nueva diócesis greco-católica, la eparquía de Supraśl; lo que quedaba de la antigua eparquía (parte oriental) pasó a ser territorio ruso y fue suprimida por decisión de Catalina II de Rusia, que ya había decidido suprimir más eparquías greco-católicas del Imperio.

### Eparquía de Brest
La llegada al trono de Rusia de Pablo I (1796), mejoró significativamente la situación de los católicos, especialmente de los uniatos. Las negociaciones entre la Santa Sede y el Gobierno ruso llevaron a la decisión, sancionada por el ucase del 28 de abril de 1797, de erigir la eparquía de Brest; esta erección fue confirmada por la Santa Sede mediante la bula Maximis undique del 15 de noviembre de 1798.
La nueva eparquía incluía las gobernaciones de Grodno, Curlandia, Minsk y Vilna, es decir que incluía áreas pertenecientes a las eparquías greco-católicas previamente suprimidas: Volodímir-Brest, Pinsk-Túrov y la archieparquía metropolitana de Kiev-Vilna. Una parte de la antigua eparquía quedó dentro de la reactivada eparquía de Lutsk-Ostroh. 
La residencia del eparca se situó en el monasterio de Navahrudak hasta 1810 y luego en el monasterio de la Dormición de Nuestra Señora en Żyrowice. De 1811 a 1833, Lev Javorskyj sirvió como obispo auxiliar con el título de Volodímir. La eparquía contaba con 817 parroquias y 13 monasterios basilianos. En 1804 eparquía de Brest tenía 802 parroquias, 36 monasterios masculinos y 5 femeninos, 930 sacerdotes diocesanos, 358 religiosos, 36 religiosas y 748 513 fieles adultos.
Después de la victoria de Napoleón Bonaparte en la guerra de la Cuarta Coalición y la rebelión de Gran Polonia en 1806 la provincia de Nueva Prusia Oriental fue cedida de acuerdo con la Convención de Bartenstein (abril de 1807) y la Paz de Tilsit (julio de 1807) al Imperio ruso y al Ducado de Polonia, creándose la óblast de Belostok. 59 parroquias con Supraśl y más de 47 000 creyentes pasaron al Imperio ruso y la eparquía de Supraśl fue abolida el 14 de febrero de 1809 con un edicto del zar.
El emperador Alejandro I de Rusia hizo una nueva división de la Iglesia greco-católica y separó de la eparquía de Brest 300 parroquias ubicadas en las gobernaciones de Curlandia, Vilna y parte de Minsk y las subordinó a la archieparquía metropolitana de Lituania con sede en Vilna, mientras se incorporaba a la de Brest el territorio de la suprimida eparquía de Supraśl. El obispo León Ludwik Jaworowski de Supraśl, elegido pero nunca confirmado por Roma, fue nombrado auxiliar del eparca Jozafat Bułhak de Brest.
Con el ucase del 22 de abril de 1828 el zar Nicolás I de Rusia ordenó la supresión de la archieparquía de Vilna, erigida en 1809, y la anexión de sus territorios a los de la eparquía de Brest. Al mismo tiempo, el mismo decreto imperial transfirió la sede de los obispos de Brest al monasterio de Žyrovyci, célebre por la presencia del famoso ícono de la Santísima Madre de Dios de Žyrovici donde se estableció el seminario eparquial, y elevó la eparquía al rango de sede metropolitana de Lituania. Los cambios, sin embargo, no fueron aprobados por la Santa Sede.
Cuando Jozafat Bułhak fue transferido a la sede de Pólotsk, el zar nombró obispo de Lituania a Józef Siemaszko (Semaško), quien ya era obispo auxiliar y nunca recibió la confirmación de la Santa Sede. En dos ocasiones, en mayo de 1833 y septiembre de 1836, hizo una solicitud oficial al zar para unirse a la Iglesia ortodoxa rusa (ya como teólogo uniato, había propuesto en 1827 una forma de reunificación con la Iglesia ortodoxa).
A medida que fallecían obispos greco-católicos, las autoridades rusas los sustituyeron por obispos que favorecían a la Iglesia ortodoxa. Así, en pocos años, la Iglesia greco-católica ya no contaba con prelados dispuestos a mantener vínculos con Roma.
El sínodo de la Iglesia greco-católica "rutena", celebrado en Polonia en febrero de 1839 y presidido por Siemaszko tras la muerte del metropolitano Josaphat Bułhak, anuló la Unión de Brest de 1596, suprimiendo de facto todas las eparquías católicas del Imperio ruso. Esta decisión fue aprobada por el zar Nicolás I el 25 de marzo de 1839. Este acto provocó el fin de la eparquía greco-católica de Brest y el paso forzado de los sacerdotes y sus fieles a la Iglesia ortodoxa.

## Episcopologio

### Eparcas greco-católicos de Volodímir-Brest

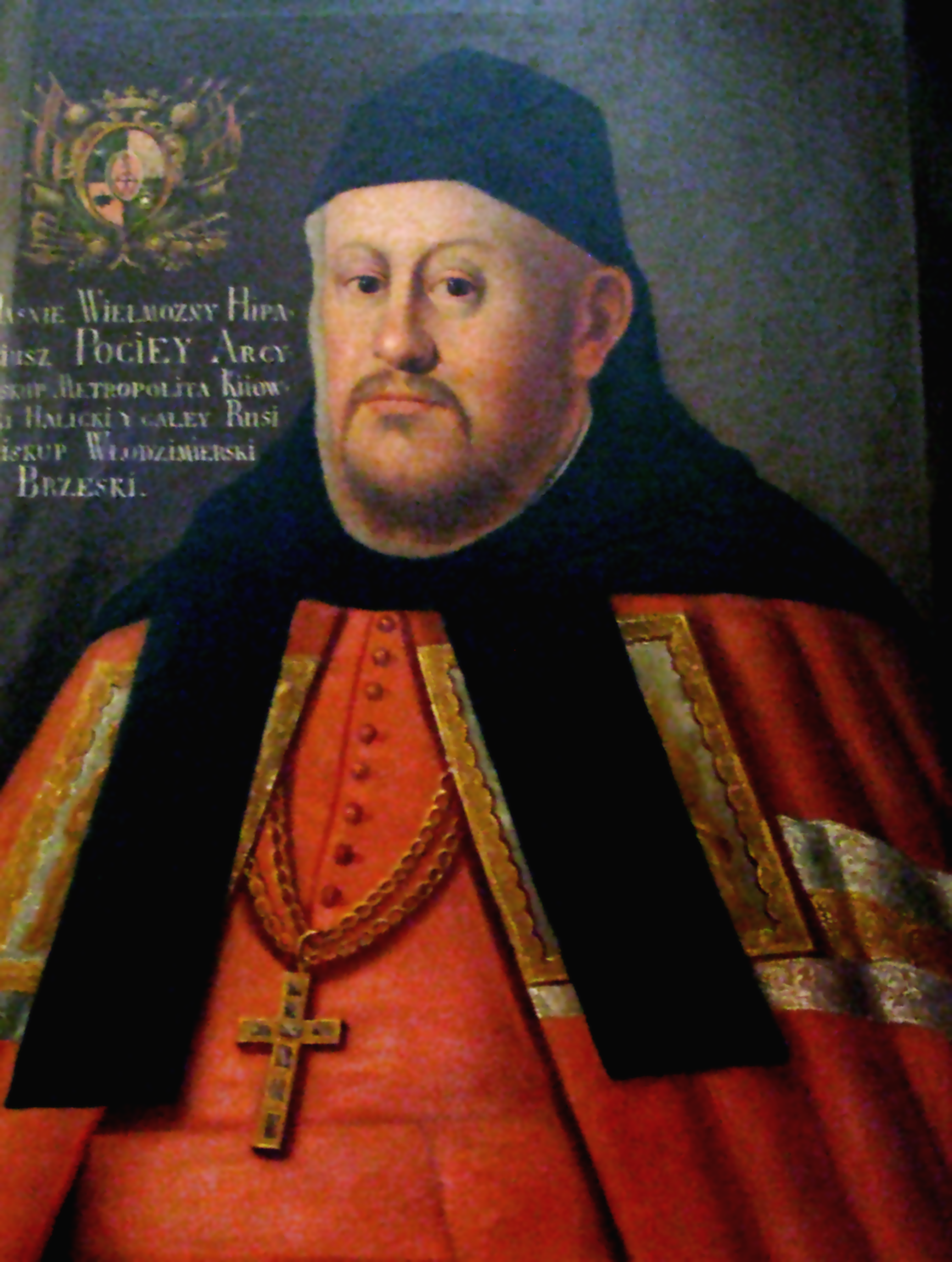
Adam Hipacy Pociej, primer eparca greco-católico de Volodímir-Brest

- Adam Hipacy Pociej, O.S.B.M. † (12 de junio de 1595-18 de julio de 1613 falleció)[nota 3]
- Joachim Morochowski, O.S.B.M. † (1613-febrero de 1631 falleció)
- Józef Bakowiecki-Mokosiej, O.S.B.M. † (1632-febrero/marzo de 1655 falleció)
- Jan Michał Pociej, O.S.B.M. † (junio de 1655 consagrado-15 de septiembre de 1666 falleció)
- Benedykt Gliński (Hlynskyj), O.S.B.M. † (1666-1679 falleció)
- Lew Ślubicz-Załęski, O.S.B.M. † (1679-24 de agosto de 1708 falleció)[nota 4]
  - Sede vacante (1708-1711)
- Lew Kiszka, O.S.B.M. † (circa octubre de 1711-19 de noviembre de 1728 falleció)[nota 5]
- Korneliusz Lebiecki, O.S.B.M. † (fines de 1729-22 de enero de 1730 falleció)
- Teodozy Teofil Godebski, O.S.B.M. † (1730-12 de septiembre de 1756 falleció)
- Felicjan Filip Wołodkowicz, O.S.B.M. † (22 de noviembre de 1758-12 de febrero de[nota 6] 1778 falleció)
- Antoni Młodowski, O.S.B.M. † (12 de febrero de 1778 por sucesión-12 de julio de 1778[nota 7] falleció)
- Symeon Młocki, O.S.B.M. † (19 de septiembre de 1779-1795 depuesto)
  - Sede suprimida (1795-1798)

### Eparcas de Brest (Žyrovyci)
- Josafat Bulhak, O.S.B.M. † (12 de octubre de 1798-14 de abril de 1833 nombrado archieparca de Pólotsk)
- Józef Siemaszko (Semaško) † (7 de abril de 1833-12 de febrero de 1839 abjuró)